# Домналл Уа Нейлл
Домналл Уа Нейлл (ирл. Domnall ua Néill; умер в 980) — король Айлеха (943—980), верховный король Ирландии (956—980).

## Биография

### Происхождение
Домналл Уа Нейлл был сыном Муйрхертаха мак Нейлла (? — 943), короля Айлеха (938—943), и внуком Ниалла Глундуба, верховного короля Ирландии (916—919).
Принадлежал к септу Кенел Эогайн — ветви Северных Уи Нейллов. Он стал королём Айлеха, соправителем королевства вместе со своим братом Флайбертахом (ирл. — Flaithbertach) после смерти своего отца в 943 году. Получил титул верховного короля Ирландии после гибели в 956 году своего двоюродного брата Конгалаха Кногбы, принадлежавшего к септу Сил Аэдо Слане, ветви Южных Уи Нейллов.

### Правление
Домналл Уа Нейлл считается мудрым и деятельным правителем Ирландии, осуществившим реформы и важные деяния, которые затем продолжил верховный король Бриан Бору (Бриан Боройме). Бо́льшую часть своего правления провёл в войне с мужем своей сестры Олавом Квараном (ирл. — Amlaíb Cuarán), королём дублинских викингов (945—947, 952—980). В 980 году он отрёкся от престола и ушел в монастырь Арма, где вскоре и умер.
Домналла Уа Нейлла назвали в некрологе «верховным королём Ирландии». Он был последним из своего рода, кто владел этим титулом. Его преемник принадлежал к роду Кланн Холмайн.

### Семья и потомки
Домналл Уа Нейлл был женат на Эхрад, дочери короля Ульстера Матудана мак Аэдо (937—950). Их сын:
- Мурхертах (ум. 977), отец Флайбертаха Уа Нейлла

Также известны его сыновья, матери которых неизвестны:
- Аэд мак Домналл Уа Нейлл (? — 1004), король Айлеха (989—1004), родоначальник рода Уи Нейлл Тирон
- Конгалах (ум. 977)
- Мирих, его сын Лохан, по мнению некоторых родословных, был предком клана Мак-Лохлин
- Аэд

Дети и потомки Домналла Уа Нейлла назывались «сыновьями Лохланна», что довольно странно, ведь в Ирландии Лохланн — это название Скандинавии и викингов. Потомками Домналла Уа Нейлла были Домналл Уа Лохлайнн (ирл. — Domnall Ua Lochlainn) и Муйрхертах, предок О’Нейлов из королевства Тир Эогайн (ирл. — Tír Eógain). Внук Домналла Уа Нейлла, Флайтбертах Уа Нейлл (ирл. — Flaithbertach Ua Néill) стал королём Айлеха (1004—1031, 1033—1036), лидером Уа Нейлов после смерти Маэлсехнайлла мак Домнайлла в 1022 году, а, возможно, и раньше.